# Jean-Pierre Jeunet
Jean-Pierre Jeunet (Roanne, Loire, 3 de septiembre de 1953) es un guionista y director de cine francés.

## Biografía
Nacido el 3 de septiembre de 1953 en la ciudad de Roanne, Loira en la región de Ródano-Alpes. Empezó en el arte de la dirección a los 17 años, cuando se compró su primera cámara. Creó varios cortos mientras estudiaba animación en los Cinémation Studios. Se hizo amigo de Marc Caro, diseñador y artista de cómics el cual se convertiría en su colaborador y codirector por largo tiempo. Jeunet y Caro dirigirían varias películas de animación premiadas.
Su primer filme con personas reales fue The Bunker of the Last Gunshots (1981), un corto sobre soldados en un mundo futurista. Jeunet también ha dirigido varios anuncios publicitarios y vídeos musicales, como Zoolook de Jean Michel Jarre (otra vez con Marc Caro). La mayoría de sus primeras películas se enmarcan en el género de la distopía retrofuturista, culminando en el film La ciudad de los niños perdidos de 1995.
Su película más popular es Amélie, que obtuvo cinco nominaciones a los Premios Óscar y otros diferentes premios cinematográficos.
Su penúltimo largometraje, Micmacs à tire-larigot, protagonizado por Danny Boon, es una comedia que aborda el tráfico de armas.
También ha dirigido numerosos anuncios publicitarios, incluyendo "Train de nuit", de 2'25", para Chanel n.º 5 protagonizado por Audrey Tautou.

## Filmografía
(D) Director / (G) Guionista

### Cortometrajes
- L'Évasion (1978) (D), codirigido con Marc Caro
- Le Manège (1980) (D), codirigido con Marc Caro
- Le Bunker de la dernière rafale (1981) (DG), codirigido con Marc Caro
- Pas de repos pour Billy Brakko (1984) (DG)
- Foutaises (1989) (DG)

### Películas
- Delicatessen (Delicatessen, 1991) Delicatessen (DG), codirigido con Marc Caro
- La ciudad de los niños perdidos (La Cité des enfants perdus, 1995) (DG), codirigido con Marc Caro
- Alien resurrección (Alien, la résurrection, 1997) (D)
- Amélie (Le Fabuleux Destin d'Amélie Poulain, 2001) (DG)
- Largo domingo de noviazgo (Un long dimanche de fiançailles, 2004) (DG)
- Micmacs (Micmacs à tire-larigot, 2009) (DG)
- El extraordinario viaje de T.S. Spivet (L'Extravagant voyage du jeune et prodigieux T.S. Spivet, 2013) (DG)
- Bigbug (película de Netflix, 11 de febrero de 2022)

## Colaboradores
Jeunet se suele rodear del mismo equipo en sus películas, y varios actores son usuales en sus películas. Su reparto habitual es el siguiente:
| Actor                 | Delicatessen (1991) | La Cité des enfants perdus (1995) | Alien, la résurrection (1997) | Le Fabuleux Destin d'Amélie Poulain (2001) | Un long dimanche de fiançailles (2004) | Micmacs à tire-larigot (2009) | L'Extravagant voyage du jeune et prodigieux T.S. Spivet (2013) |
| --------------------- | ------------------- | --------------------------------- | ----------------------------- | ------------------------------------------ | -------------------------------------- | ----------------------------- | -------------------------------------------------------------- |
| Dominique Pinon       | No                  | No                                | No                            | No                                         | No                                     | No                            | No                                                             |
| Rufus y Ticky Holgado | No                  | No                                |                               | No                                         | No                                     | No                            | No                                                             |
| Jean-Claude Dreyfus   | No                  | No                                |                               |                                            | No                                     | No                            | No                                                             |
| Ron Perlman           |                     | No                                | No                            |                                            |                                        |                               |                                                                |
| Audrey Tautou         |                     |                                   |                               | No                                         | No                                     |                               |                                                                |
| Yolande Moreau        |                     |                                   |                               | No                                         |                                        | No                            |                                                                |
| André Dussollier      |                     |                                   |                               | No                                         | No                                     | No                            |                                                                |
| Fotografía            |                     |                                   |                               |                                            |                                        |                               |                                                                |
| Darius Khondji        | No                  | No                                | No                            |                                            |                                        |                               |                                                                |
| Bruno Delbonnel       |                     |                                   |                               | No                                         | No                                     |                               |                                                                |
| Montaje               |                     |                                   |                               |                                            |                                        |                               |                                                                |
| Hervé Schneid         | No                  | No                                | No                            | No                                         | No                                     | No                            | No                                                             |
| Escenografo           |                     |                                   |                               |                                            |                                        |                               |                                                                |
| Aline Bonetto         | No                  |                                   |                               | No                                         | No                                     |                               |                                                                |
| Productor             |                     |                                   |                               |                                            |                                        |                               |                                                                |
| Marie-Claude Ossard   | No                  |                                   |                               | No                                         | No                                     |                               |                                                                |

## Premios y distinciones
Premios Óscar
| Año  | Categoría                                       | Película | Resultado |
| ---- | ----------------------------------------------- | -------- | --------- |
| 2002 | Mejor guion original                            | Amélie   | Nominado  |
| 2002 | Mejor película extranjera (de habla no inglesa) | Amélie   | Nominado  |